# Santa Maria de Piera
Santa Maria de Piera és una església del municipi de Piera (Anoia) inclosa en l'Inventari del Patrimoni Arquitectònic de Catalunya.

## Descripció
És una església d'una sola nau amb capelles laterals (quatre al costat nord i tres al costat sud, una de les quals es transformà en portal lateral). Coberta amb volta de canó (part amb arc de mig punt i part amb arc ogival). Les arcades que formen les capelles i la diferent secció de la volta de canó ens demostren l'origen romànic de l'església i la seva posterior ampliació allargant-se la nau.
La posterior construcció de la capella del Sant Crist (s.XVII), l'altar del Roser i la transformació de l'altar major li donen la forma definitiva de planta de creu, així com el campanar, els absis de la capella del Sant Crist i el cimbori, del s.XIX, li donen el seu aspecte actual.

## Història
El 1002 en la relació de possessions del monestir de Sant Cugat s'anomena el castell de Piera amb la capella de Sta.Maria. El 1159 ja era església parroquial i el 1260 es va fer l'acta de consagració.
El 1630 es va fer la primera gran restauració, edificant la capella del Sant Crist, l'altar del Roser i l'altar major. El 1792 es construeix la port a del sagrat cor orientada a llevant. El 1819 es va posar la primera pedra del nou campanar amb el mestre d'obres Joan Marió de Capellades.
El 1883 es va dur a terme la construcció del cimbori, i entre el 1914 i el 1934 la del nou cambril del Sant Crist. Més tard, el 1966 es van fer les pintures interiors per l'autor Torras i Viver i desaparegué el cor. Un any després, el 1967, es va enderrocar la rectoria i es va fer una restauració exterior de pedra vista.